# Saab 90 Scandia
Saab 90 Scandia – szwedzki samolot pasażerski będący produktem firmy Saab. Maszyna miała umożliwić wejście szwedzkiej wytwórni na powojenny rynek samolotów komunikacyjnych.

## Historia
Starając się przygotować do powojennej rzeczywistości, w której zapotrzebowanie na samoloty wojskowe ulegnie znacznej redukcji, już w 1944 roku Saab rozpoczął prace konstrukcyjne nad trzema nowymi produktami. Pierwsze dwa, oznaczone jako Saab 90 Scandia i Saab 91 Safir były samolotami, drugi z nich miał być maszyną szkolną. Trzecim produktem był samochód osobowy.
Na początku 1944 roku Saab rozpoczął negocjację z potencjalnym nabywcą swojej pasażerskiej konstrukcji, liniami AB Aerotransport, zainteresowanymi produktem rodzimego przemysłu, mogącego zastąpić w przyszłości używane samoloty Douglas DC-3. W toku rozmów, AB Aerotransport złożył wstępne założenie na osiemnaście samolotów, z czego piętnaście miało posiadać kabinę ciśnieniową. Saab zaoferował samolot, zdolny do przewozu 24 - 32 pasażerów na dystansie rzędu 1000 km. Wstępnie konstrukcja modelu 90 miała spełniać dwa zadania, samolotu pasażerskiego oraz po niewielkich modyfikacjach maszyny bombowej. Linia lotnicza nie zgodziła się na takie rozwiązanie słusznie argumentując, iż pogodzenie wymagań obydwu konstrukcji w jednym płatowcu wpłynie negatywnie na jej możliwości i konkurencyjność w realizacji zadań cywilnych. Przewoźnik wymógł również na producencie zastosowanie silników Pratt & Whitney R-1830 Twin Wasp, takich samych jakich używano do napędu DC-3. Jednostki napędowe zostały jednak zmienione na mocniejsze, silniki Pratt & Whitney R-2000, takie same stosowano do napędu maszyn Douglas DC-4. Tylko one dawały gwarancje uzyskania zadowalających przewoźnika osiągów. Fakt prowadzenia prac nad samolotem pasażerskim Saab ujawnił w grudniu 1945 roku. Prototyp samolotu ukończono w październiku 1946 roku. Do swojego dziewiczego lotu maszyna wzbiła się 16 listopada tego samego roku. Za jej sterami siedzieli piloci Claes Smith i Olle Hagermark. Prototypowy samolot otrzymał znaki rejestracyjne SE-BCA. W marcu 1947 roku państwowy nadzór lotnictwa cywilnego wydał zezwolenie na serię lotów demonstracyjnych.
Efektem przeprowadzonych przez producenta prób w locie było wprowadzenie kilku modyfikacji do konstrukcji samolotu. Wydłużono golenie silnika umieszczając je o 15 cm wyżej niż pierwotnie i zmieniono obrys wlotu powietrza do silników z owalnego na okrągły. Tak zmodyfikowana wersja otrzymała oznaczenie Saab 90A. Pomimo zmiany silników w porównaniu do projektu, jednostki napędowe nadal nie dawały zadowalających osiągów. Wymieniono je zatem na mocniejsze Pratt & Whitney R-2180E Twin Wasp, tak zmodyfikowaną wersję oznaczono jako Saab 90A-1.

## Użytkownicy

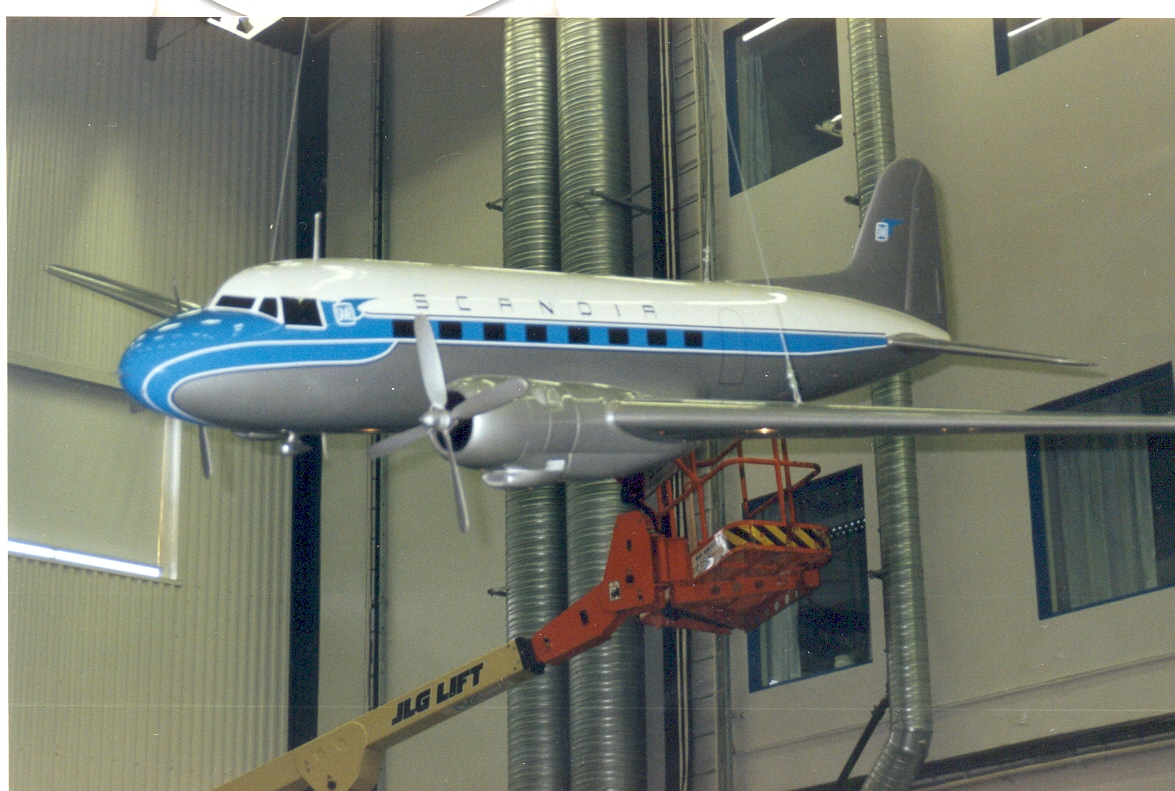
Model samolotu

W kwietniu 1948 roku Saab podpisał umowę na dostarczenie dziesięciu maszyn w wersji z nieciśnieniową kabiną linią lotniczym AB Aerotransport. Pierwszą z zamówionych maszyn (prototyp) dostarczono w grudniu tego samego roku, samolot nie przewoził jednak pasażerów a fracht. W październiku 1950 roku dostarczono kolejny egzemplarz w wersji seryjnej (oblatanej 12 listopada 1949 roku) a do końca tego samego roku kolejne dwa. Wraz z konsolidacją skandynawskich przewoźników, wszystkie dostarczone samoloty trafiły do floty Scandinavian Airlines System, gdzie obsługiwały trasy krajowe i zagraniczne ale o mniejszym natężeniu ruchu. Ostatecznie do października 1954 roku linie otrzymały siedem (niektóre źródła podają osiem) Scandii. Tymczasem w sierpniu 1948 roku prototypowy samolot SA-BCA wytwórnia wysłała w lot po Europie w celach promocyjnych mających zapoznać i zachęcić innych potencjalnych użytkowników do zakupu maszyny. Pomimo znacznego zainteresowania nie uzyskano dalszych zamówień. Rok później, w sierpniu 1949 roku podobną akcje przeprowadzono w Afryce. Maszyna odwiedziła Egipt i Etiopię a we wrześniu tego samego roku samolot wysłano za ocean. Podczas odwiedzin w Los Angeles na pokładzie Scandii gościł Howard Hughes. W odróżnieniu od wcześniejszych akcji promocyjnych w Afryce i Europie, wizyta w Ameryce zaowocowała podpisaniem w marcu 1950 roku kontraktu z brazylijską linią lotniczą Viação Aérea São Paulo S/A (VASP) oraz Aerovias Brasil. Obydwie linie zamówiły łącznie sześć maszyn, pierwsza z nich dotarła do odbiorcy 11 sierpnia 1950 roku, ostatnia w lutym 1958 roku. W 1950 roku VASP stał się właścicielem Aerovias i wszystkie Saaby latały już pod jednym szyldem. Od 1959 roku, Scandie wykorzystywano do obsługi bardzo obciążonego połączenia lotniczego pomiędzy Rio de Janeiro i São Paulo. Obok lotów komercyjnych, brazylijskie Scandie wykorzystywano do zadań specjalnych. Jedna z maszyn została przekształcona w 1954 roku w luksusowy samolot dyspozycyjny, z którego korzystał lokalny potentat przemysłowy Olavo Fontoury. Samolot o znakach PT-ARS, należący do brazylijskiego koncernu farmaceutycznego, wykorzystywał prezydent Brazylii Juscelino Kubitschek de Oliveira. W 1965 roku Scandie zostały wycofane, ostatni z egzemplarzy, maszyna linii VASP o znakach PP-SQR, wykonała swój ostatni pasażerski lot 22 lipca 1969 roku. Od 1974 roku można ją oglądać w Museu Eduardo André Matarazzo mieszczącego się w Bebedouro. Jest to jedyny zachowany do dziś egzemplarz samolotu. W Brazylii szwedzkie samoloty cieszyły się bardzo dobrą reputacją, Scandia była również pierwszą pasażerską maszyną, która wylądowała w 1957 roku na nowo otwartym lotnisku Brasília w stolicy kraju Brasílii.

## Zakończenie produkcji
W 1948 roku, szwedzki parlament zaakceptował program zwiększenia liczebności eskadr lotnictwa myśliwskiego Szwedzkich Sił Powietrznych. Ich trzonem miały być samoloty Saab J29 Tunnan, za których produkcje miały odpowiadać zakłady Saab. Wobec brak potencjału przemysłowego na utrzymanie tempa produkcji obydwu maszyn, cywilnej Scandii i wojskowego Tunnana oraz naciskach ze strony władz państwowych na produkcje myśliwców, pod koniec 1950 roku Saab podjął decyzję o wstrzymaniu produkcji maszyn pasażerskich. Chcąc jednak pozostać na rynku samolotów cywilnych, szwedzka wytwórnia podjęła kroki w celu uruchomienia produkcji licencyjnej. Rozmowy z włoską wytwórnią FIAT zakończyły się niepowodzeniem, sukcesem okazały się być negocjację prowadzone z holenderskim Fokkerem, z którym 2 maja 1952 roku podpisano umowę na licencyjną budowę Scandii 90. Nie był to jednak sukces komercyjny, Fokker wybudował zaledwie sześć egzemplarzy, pierwszą z nich ukończono w kwietniu 1954 roku a ostatnią w październiku tego samego roku, wszystkie trafiły do brazylijskiego przewoźnika VASP.

## Konstrukcja
Scandia była całkowicie metalowym, wolnonośnym dolnopłatem, jedynie stery pokryte były płótnem. Maszyna posiadała trójpodporowe, chowane podwozie z przednim podparciem. Załoga składała się z dwóch pilotów, radiooperatora i opcjonalnie z mechanika pokładowego. Skrzydła wyposażone w klapy szczelinowe oraz wychylane wraz z klapami lotki. Usterzenie klasyczne. Nieciśnieniowy kadłub, w latach 1949 - 1950 Saab oferował model oznaczony jako B-3 z ciśnieniowym kadłubem oraz prowadził rozmowy na temat uruchomienia produkcji licencyjnej tej wersji z amerykańską firmą Martin to jednak rozmowy nie przyniosły rezultatu.

## Katastrofy i incydenty lotnicze
Pięć maszyn linii VASP uległo zniszczeniu w wyniku katastrof i wypadków.
- 30 grudnia 1958 roku, maszyna o znakach PP-SQE, w wyniku awarii jednego z silników wpadła do zatoki Guanabara po starcie z lotniska w Rio de Janeiro. Cała załoga wraz z pasażerami zginęła.
- 23 września 1959 roku, maszyna o znakach PP-SQV uderzyła w linię energetyczną po starcie z lotniska w São Paulo. I w tym przypadku zginęły wszystkie osoby znajdujące się na pokładzie.
- 15 sierpnia 1960 roku VASP utracił Scandię w wyniku wybuchu pożaru na pokładzie maszyny znajdującej się na lotnisku. W pożarze nikt nie ucierpiał.
- 26 listopada 1962 roku, samolot o znakach PP-SQS zderzył się w powietrzu z inną maszyną, Cessną 310. Śmierć poniosły załoga i pasażerowie Saaba.
- 8 marca 1964 roku lądująca na lotnisku w Londrinie bardzo twardo przyziemiła, uszkodzenia okazały się być za duże i samolot został złomowany. Obyło się bez ofiar.